# Rigidalstock
Der Rigidalstock ist ein 2593 Meter hoher Berg oberhalb des Brunnis im Engelbergertal in der Schweiz.

## Lage
Der Gipfel des Rigidalstocks liegt auf der Kantonsgrenze zwischen Nidwalden und Obwalden. Er gehört zu den Unterwaldner Voralpen und damit zu den Luzerner und Unterwaldner Voralpen (Untersektion 14.III der SOIUSA-Klassifizierung).
Benachbarte Gipfel sind im Norden die Walenstöcke mit bis zu 2572 m, im Osten der Spitzmann mit 2577 m und der Grosse Sättelistock mit 2637 m.
Der Gipfel ist mit einem Gipfelkreuz markiert.

## Besteigung
Der Rigidalstock kann auf zwei Klettersteigrouten bestiegen werden.
Der Klettersteig Rigidalstockwand führt in der Westwand an einer kleinen Höhle vorbei auf den Gipfel. Die Höhle mit dem Namen Adleraugeloch ist die höchstgelegene bekannte Höhle in Obwalden auf einer Höhe von 2505 m ü. M. Der Klettersteig Rigidalstockwand ist auf der Hüsler-Skala mit K3-4 eingestuft.
Der Klettersteig Rigidalstockgrat führt auf dem südlichen Grat auf den Gipfel. Der Klettersteig ist mit K3 weniger schwierig eingestuft und ist gleichzeitig die Abstiegsroute vom Gipfel.
Im Winter sind die Klettersteige gesperrt.
Übersicht über die Klettersteige am Rigidalstock:
| Klettersteig     | Niveau         | Skala       | Zustieg | Aufstieg | Abstieg | Total      |
| ---------------- | -------------- | ----------- | ------- | -------- | ------- | ---------- |
| Brunnistöckli    | leicht         | K2 bzw. B   | 15 min  | 45 min   | 20 min  | 1 h 20 min |
| Rigidalstockgrat | mittel         | K3 bzw. B/C | 90 min  | 60 min   | 90 min  | 4–4,5 h    |
| Rigidalstockwand | schwierig      | K3-4 bzw. C | 90 min  | 90 min   | 90 min  | 4,5–5 h    |
| Zittergrat       | sehr schwierig | K4 bzw. C/D | 5 min   | 35 min   | 20 min  | 1 h        |

## Galerie

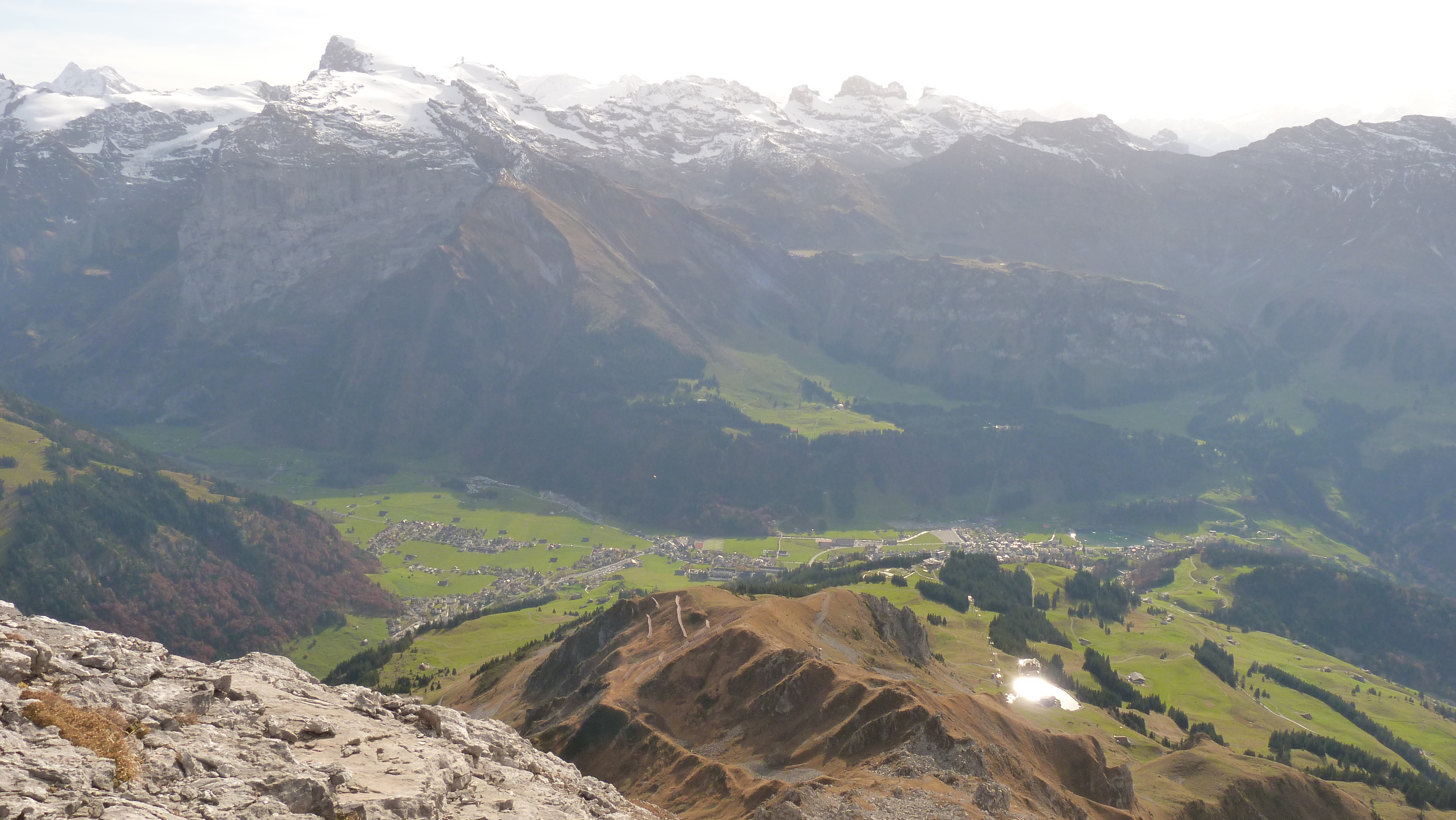
Ausblick vom Rigidalstock nach Süden (Engelberg, Titlis)
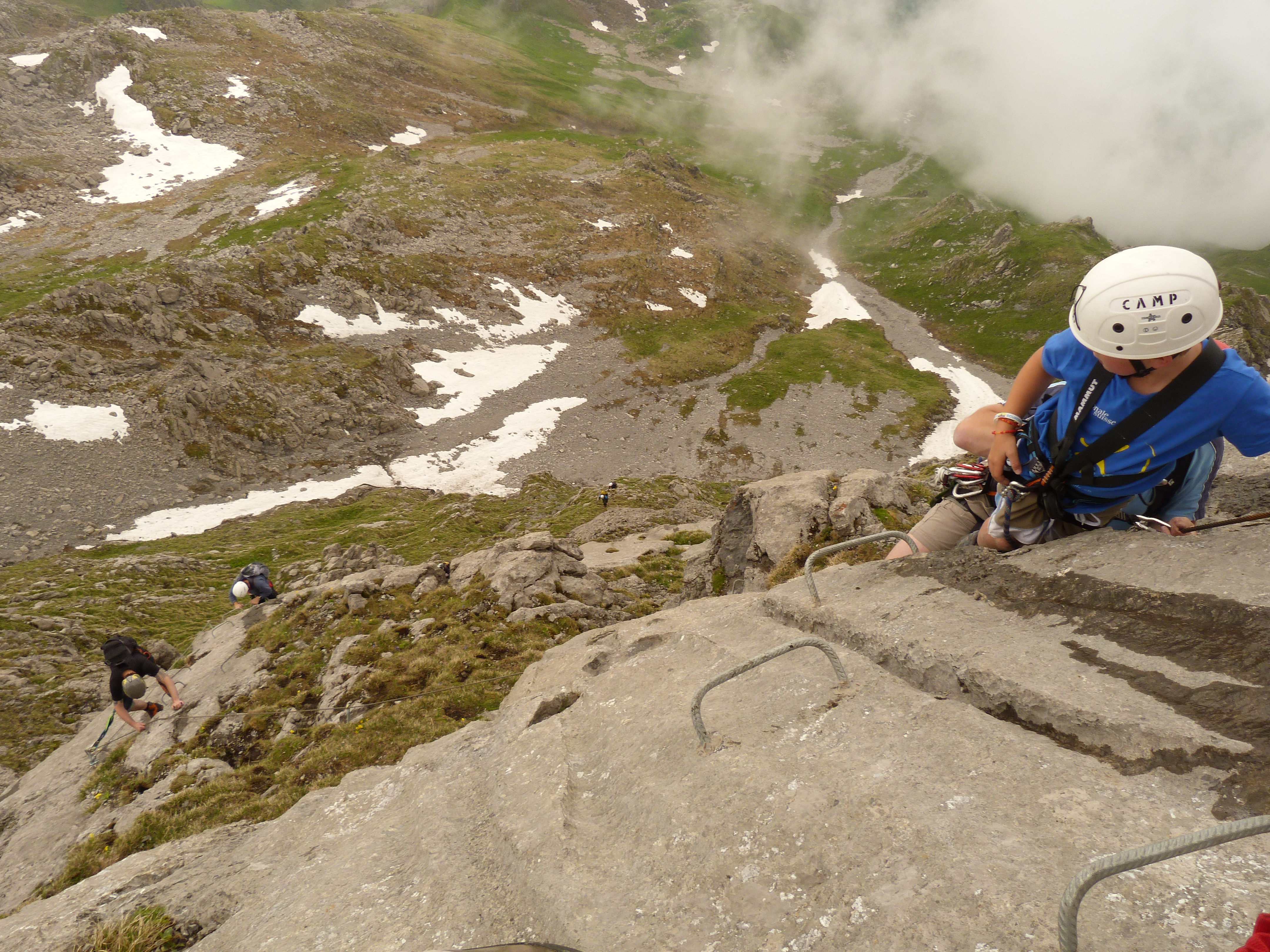
Der Klettersteig Rigidalstockwand
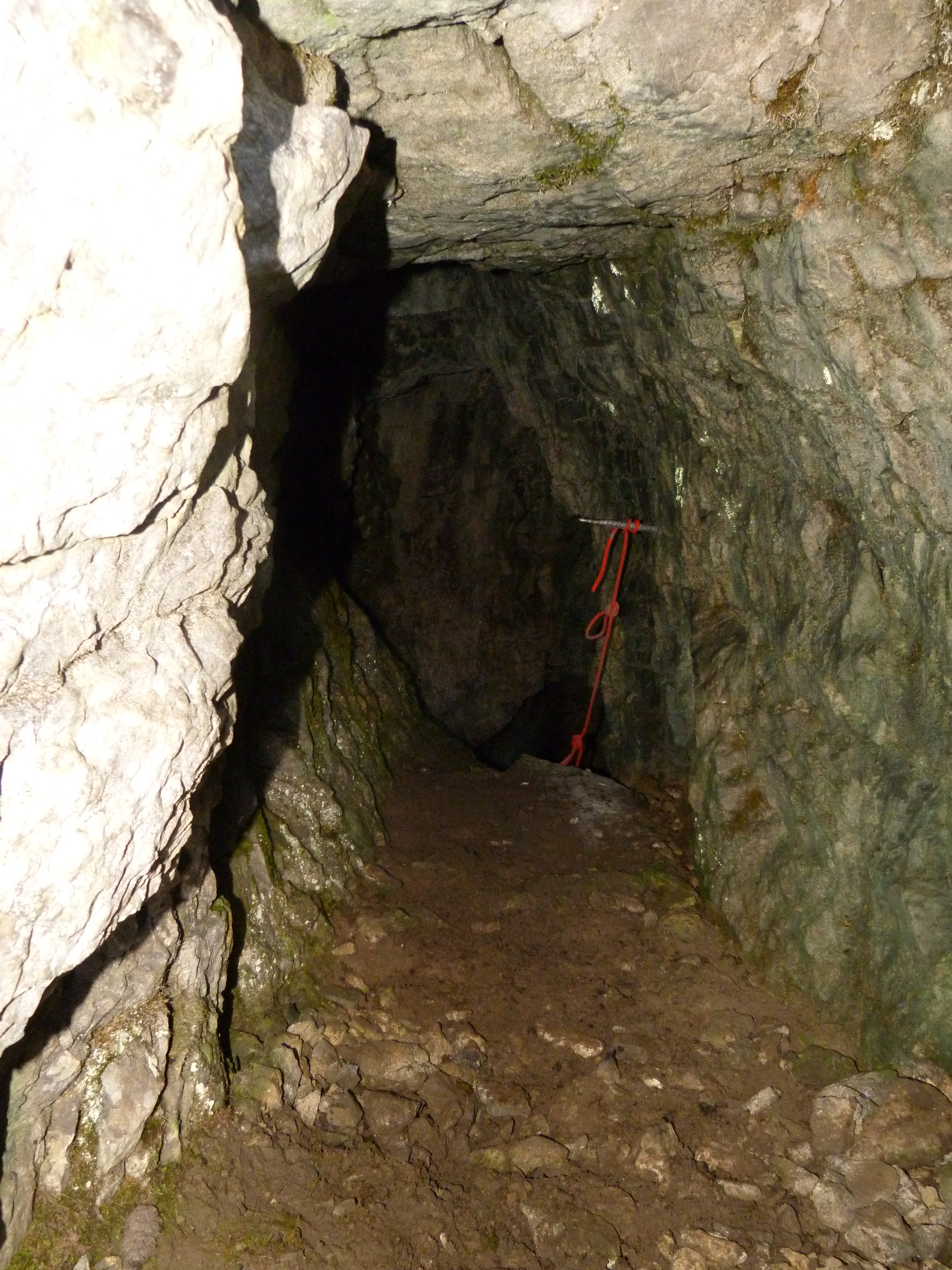
Die Höhle Adleraugeloch auf 2505 m ü. M. ist die höchstgelegene bekannte Höhle in Obwalden und ist über den Klettersteig Rigidalstockwand erreichbar